# Leslie Cliff
Pour les articles homonymes, voir Cliff.
Leslie Cliff, née le 11 mars 1955 à Vancouver, est une nageuse canadienne.

## Biographie
Leslie G. Cliff, OC (née le 11 mars 1955), plus tard connue sous le nom de son épouse Leslie Tindle, est une ancienne nageuse de compétition canadienne qui a participé aux Jeux olympiques, aux Jeux du Commonwealth et aux Jeux panaméricains.
Elle a participé aux Jeux du Commonwealth britannique en 1970 (en) et a remporté deux médailles d'or aux Jeux du Commonwealth de 1974(en),.
Aux Jeux olympiques d'été de 1972 à Munich, Leslie Cliff remporte la médaille d'argent à l'issue de la finale du 400 m 4 nages.
En 1971, Cliff a été nommée officier de l'Ordre du Canada. Elle a été intronisée au Temple de la renommée des sports de la Colombie-Britannique en 1976, au Temple de la renommée des sports du Canada en 1984 et au Temple de la renommée olympique du Canada en 1997 .
Elle est la tante de l'athlète Rachel Cliff.